# Simon Zoller
Simon Zoller (Friedrichshafen, 26 giugno 1991) è un ex calciatore tedesco, di ruolo attaccante.

## Palmarès

### Club

#### Competizioni nazionali
- Campionato tedesco di seconda divisione: 2

Bochum: 2020-2021
St. Pauli: 2023-2024